# Numazu, Shizuoka
Numazu (tiếng Nhật: 沼津市) là một thành phố đô thị loại đặc biệt thuộc tỉnh Shizuoka của Nhật Bản.
Thành phố ở phía Đông của tỉnh nơi bắt đầu vào bán đảo Izu, rộng 187,11 km²,, và có 205.893 dân (ước ngày 1/8/2008).